# FDGB-Pokal 1969/70
Der zum 19. Mal ausgetragene FDGB-Pokalwettbewerb im Fußball fand 1969/70 statt.

## Verlauf
Die I. Hauptrunde begann mit 23 Spielen, an denen aus der Saison 1968/69 die 15 Bezirkspokalsieger, 29 Vertreter der zweitklassigen DDR-Liga sowie die beiden Oberligaabsteiger teilnahmen. Der DDR-Ligist Chemie Böhlen hatte ein Freilos gezogen. Bis zum Finale wurden alle Begegnungen in K.-o.-Runden ausgetragen, unentschiedene Spiele wurden verlängert und danach ggf. wiederholt.
Überraschungsmannschaft des Wettbewerbs war der Leipziger Bezirkspokalsieger Motor Grimma. Sie unterlag erst im Viertelfinale dem Vorjahresfinalisten FC Karl-Marx-Stadt, hatte jedoch im Achtelfinale den Oberligisten HFC Chemie mit 1:0 ausgeschaltet.
Die Mannschaften der DDR-Oberliga griffen in der II. Hauptrunde in das Pokalgeschehen ein. Vier von ihnen, Stahl Eisenhüttenstadt, Sachsenring Zwickau, FC Rot-Weiß Erfurt und Chemie Leipzig, schieden bereits bei ihrem ersten Auftritt aus. Im Achtelfinale schieden bis auf Lok Leipzig die noch verbliebenen DDR-Ligisten Energie Cottbus, Rot-Weiß Erfurt II und Lok Stendal aus. Während Pokalverteidiger 1. FC Magdeburg im Viertelfinale nach einer überraschenden 0:2-Heimniederlage gegen Hansa Rostock ausschied, hatte Vorjahresfinalist FC Karl-Marx-Stadt gegen den Bezirkspokalsieger Motor Grimma mit 5:1 leichtes Spiel. Im Halbfinale schied aber auch der FCK nach einer 1:2-Heimniederlage gegen den FC Vorwärts aus. Die Berliner hatten zuvor schon den neuen DDR-Meister FC Carl Zeiss Jena im Viertelfinale mit 2:0 ausgeschaltet. Als zweiter Finalist qualifizierte sich DDR-Ligist und Oberligaaufsteiger 1. FC Lokomotive Leipzig.

## I. Hauptrunde
Die Spiele fanden am 10. und 13. August 1969 (CZ Jena II gegen Tiefenort) statt.
|                              | Ergebnis  |                                   |
| ---------------------------- | --------- | --------------------------------- |
| BSG Motor Grimma *           | 1:0       | BSG Motor Steinach                |
| BSG Wismut Pirna-Copitz *    | 0:2       | 1. FC Lokomotive Leipzig          |
| 1. FC Magdeburg II *         | 1:0       | BSG Chemie Wolfen                 |
| Berliner FC Dynamo III *     | 2:5 n. V. | BSG Energie Cottbus               |
| BSG Motor Schwerin *         | 0:5       | FC Hansa Rostock II               |
| BSG Motor Sömmerda *         | 1:2       | BSG Motor Eisenach                |
| FC Karl-Marx-Stadt II *      | 5:0       | FSV Lokomotive Dresden            |
| BSG Motor Babelsberg *       | 3:4 n. V. | SG Dynamo Schwerin                |
| BSG Lokomotive Prenzlau *    | 0:4       | BSG Post Neubrandenburg           |
| BSG Fortschritt Weißenfels * | 1:2       | BSG Wismut Gera                   |
| BSG Fortschritt Greiz *      | 0:2       | BSG Sachsenring Zwickau II        |
| BSG Chemie Glas Ilmenau *    | 0:1       | ASG Vorwärts Leipzig              |
| FC Hansa Rostock III *       | 1:3       | TSG Wismar                        |
| BSG Stahl Finow *            | 2:2 n. V. | ASG Vorwärts Cottbus              |
| BSG Aktivist Brieske-Ost *   | 0:0 n. V. | 1. FC Union Berlin                |
| BSG Chemie Premnitz          | 2:5       | BSG Lokomotive Stendal            |
| BSG Chemie Zeitz             | 1:0       | SG Dynamo Eisleben                |
| BSG Chemie Riesa             | 3:0       | BSG Motor Wema Plauen             |
| BSG EAB Lichtenberg 47       | 1:0       | ASG Vorwärts Stralsund            |
| FC Rot-Weiß Erfurt II        | 3:1       | ASG Vorwärts Meiningen            |
| BSG Motor Hennigsdorf        | 2:1       | ASG Vorwärts Neubrandenburg       |
| BSG KKW Nord Greifswald      | 4:5       | Berliner FC Dynamo II             |
| FC Carl Zeiss Jena II        | 2:1 n. V. | BSG Aktivist Kali Werra Tiefenort |
| BSG Chemie Böhlen            | Freilos   |                                   |

### Wiederholungsspiele
Die Spiele fanden am 13. August 1969 statt.
|                      | Ergebnis  |                            |
| -------------------- | --------- | -------------------------- |
| ASG Vorwärts Cottbus | 2:1 n. V. | BSG Stahl Finow *          |
| 1. FC Union Berlin   | 1:0       | BSG Aktivist Brieske-Ost * |

## Ausscheidungsrunde
Die Spiele fanden am 17. August 1969 statt.
|                       | Ergebnis  |                            |
| --------------------- | --------- | -------------------------- |
| 1. FC Magdeburg II *  | 2:1       | BSG Chemie Zeitz           |
| BSG Energie Cottbus   | 5:1       | Berliner FC Dynamo II      |
| ASG Vorwärts Leipzig  | 1:3       | BSG Chemie Böhlen          |
| BSG Motor Hennigsdorf | 2:1       | BSG EAB Lichtenberg 47     |
| BSG Motor Eisenach    | 1:4       | BSG Sachsenring Zwickau II |
| FC Hansa Rostock II   | 1:1 n. V. | BSG Post Neubrandenburg    |

### Wiederholungsspiel
Das Spiel fand am 20. August 1969 statt.
|                         | Ergebnis |                     |
| ----------------------- | -------- | ------------------- |
| BSG Post Neubrandenburg | 3:0      | FC Hansa Rostock II |

## II. Hauptrunde
Die Spiele fanden am 5. Oktober 1969 statt.
|                            | Ergebnis  |                            |
| -------------------------- | --------- | -------------------------- |
| 1. FC Magdeburg II *       | 3:5 n. V. | FC Karl-Marx-Stadt         |
| FC Karl-Marx-Stadt II *    | 0:3       | BSG Wismut Aue             |
| BSG Post Neubrandenburg    | 0:2       | FC Vorwärts Berlin         |
| TSG Wismar                 | 1:2       | Berliner FC Dynamo         |
| SG Dynamo Schwerin         | 1:4       | Hallescher FC Chemie       |
| ASG Vorwärts Cottbus       | 0:1       | FC Hansa Rostock           |
| 1. FC Union Berlin         | 2:0       | BSG Stahl Eisenhüttenstadt |
| BSG Sachsenring Zwickau II | 2:3       | BSG Stahl Riesa            |
| FC Rot-Weiß Erfurt II      | 1:0       | BSG Sachsenring Zwickau    |
| BSG Lokomotive Stendal     | 1:0       | FC Rot-Weiß Erfurt         |
| BSG Motor Hennigsdorf      | 0:2       | SG Dynamo Dresden          |
| FC Carl Zeiss Jena II      | 1:3       | 1. FC Magdeburg            |
| BSG Energie Cottbus        | 4:2       | BSG Chemie Leipzig         |
| BSG Wismut Gera            | 1:2 n. V. | FC Carl Zeiss Jena         |
| BSG Motor Grimma *         | 2:1       | BSG Chemie Böhlen          |
| BSG Chemie Riesa           | 1:4       | 1. FC Lokomotive Leipzig   |

## Achtelfinale
Die Spiele fanden am 30. November 1969 statt.
|                        | Ergebnis  |                          |
| ---------------------- | --------- | ------------------------ |
| BSG Motor Grimma *     | 1:0       | Hallescher FC Chemie     |
| 1. FC Union Berlin     | 0:6       | FC Karl-Marx-Stadt       |
| BSG Stahl Riesa        | 0:1 n. V. | SG Dynamo Dresden        |
| FC Energie Cottbus     | 0:5       | 1. FC Lokomotive Leipzig |
| BSG Wismut Aue         | 1:1 n. V. | 1. FC Magdeburg          |
| Berliner FC Dynamo     | 0:0 n. V. | FC Hansa Rostock         |
| BSG Lokomotive Stendal | 0:1       | FC Carl Zeiss Jena       |
| FC Vorwärts Berlin     | 3:0       | FC Rot-Weiß Erfurt II    |

### Wiederholungsspiele
|                  | Ergebnis |                    |
| ---------------- | -------- | ------------------ |
| 1. FC Magdeburg  | 1:0      | BSG Wismut Aue     |
| FC Hansa Rostock | 2:0      | Berliner FC Dynamo |

## Viertelfinale
Die Spiele fanden am 26. April 1970 statt.
|                    | Ergebnis |                          |
| ------------------ | -------- | ------------------------ |
| BSG Motor Grimma * | 1:5      | FC Karl-Marx-Stadt       |
| SG Dynamo Dresden  | 1:2      | 1. FC Lokomotive Leipzig |
| FC Vorwärts Berlin | 2:0      | FC Carl Zeiss Jena       |
| 1. FC Magdeburg    | 0:2      | FC Hansa Rostock         |

## Halbfinale
Die Spiele fanden am 6. Mai 1970 statt.
|                          | Ergebnis |                    |
| ------------------------ | -------- | ------------------ |
| FC Karl-Marx-Stadt       | 1:2      | FC Vorwärts Berlin |
| 1. FC Lokomotive Leipzig | 2:1      | FC Hansa Rostock   |

## Finale

### Statistik
| Paarung                  | FC Vorwärts Berlin – 1. FC Lokomotive Leipzig |
| Ergebnis                 | 4:2 (1:1) |
| Datum                    | 13. Juni 1970 |
| Stadion                  | Rudolf-Harbig-Stadion, Dresden |
| Zuschauer                | 12.000 |
| Schiedsrichter           | Gerhard Kunze (Karl-Marx-Stadt) |
| Tore                     | 1:0 Begerad (4.) 2:0 H. Wruck (15.) 3:0 Gießner (52., Eigentor) 3:1 Löwe (62.) 3:2 Köditz (67.) 4:2 Nöldner (82.) |
| FC Vorwärts Berlin       | Alfred Zulkowski – Otto Fräßdorf, Manfred Müller, Erich Hamann, Frank-Rainer Withulz – Wolfgang Strübing, Jürgen Nöldner, Gerhard Körner – Horst Wruck (ab 79. Jürgen Pfefferkorn), Horst Begerad, Jürgen Piepenburg Cheftrainer: Fritz Belger |
| 1. FC Lokomotive Leipzig | Werner Friese – Michael Faber, Peter Gießner, Gunter Sekora (ab 79. Volker Benes), Wilfried Gröbner – Arno Zerbe, Eberhard Köditz, Manfred Geisler – Wolfram Löwe, Henning Frenzel, Manfred Kupfer Cheftrainer: Kurt Holke                     |

### Spielverlauf
Dieses Endspiel hatte mit dem FC Vorwärts Berlin einen eindeutigen Favoriten. Die Berliner trafen als neuer Vizemeister auf den Aufsteiger aus der zweitklassigen DDR-Liga, den 1. FC Lokomotive Leipzig. Die Leipziger waren zudem gehandicapt, da ihr bester Angreifer, Henning Frenzel, gerade erst eine Anginaerkrankung überstanden hatte. Noch hoffnungsfroh prognostizierte Leipzigs Trainer: „Die Mannschaft, die im Mittelfeld heute am dynamischten wirkt, gewinnt.“ Das Spiel gab ihm recht, allerdings bestätigt durch die gegnerische Mannschaft. Die Berliner starteten sofort energiegeladen und mit voller Angriffswucht und kamen schon in den ersten vier Minuten zu drei Eckbällen. Nachdem Piepenburg schon in der zweiten Minute einen Schuss an den Pfosten gesetzt hatte, leitete er in der 5. Minute den Führungstreffer für die Armeemannschaft ein. Er eröffnete eine Kombination über vier Stationen, die Mittelstürmer Begerad zum 1:0 abschloss. Schon zehn Minuten später ließ Rechtsaußen Wruck das 2:0 folgen und weitere hochkarätige Torchancen ließen die Leipziger einem Debakel entgegensteuern. Sie wurden vor allem ein Opfer der laufstarken Berliner Mittelfeldreihe, in der Strübing, Nöldner und Körner den Spielfluss diktierten. Auf der anderen Seite enttäuschte vor allem Geisler, der besonders im Abwehrverhalten große Schwächen zeigte. Mit dem 2:0 zur Pause war Lok Leipzig noch gut bedient, aber schon sieben Minuten nach dem Wiederanpfiff schienen sie endgültig k. o. zu sein, Libero Gießner lenkte eine Eingabe von Wruck ins eigene Tor.

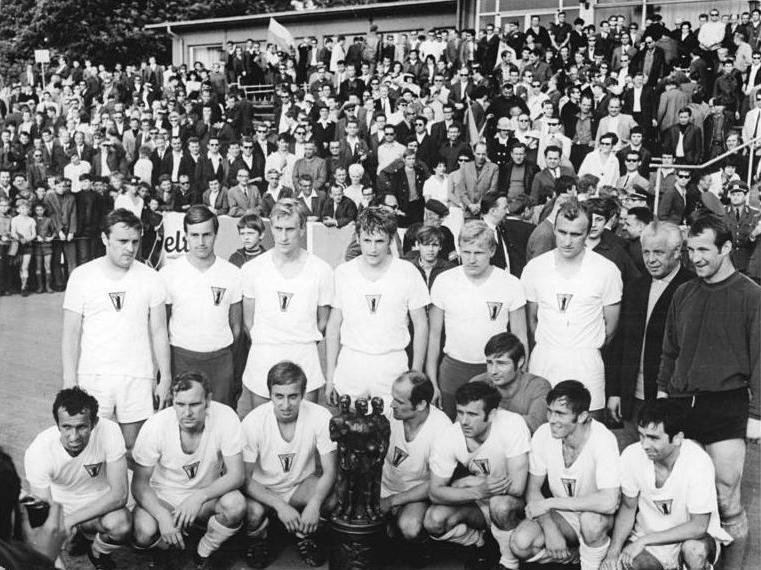
Pokalsieger 1970: FC Vorwärts Berlin

Als niemand mehr einen Pfifferling auf die Lok-Elf setzte, machte sie noch einmal das Spiel spannend. In der 62. Minute entwischte Frenzel seinem Bewacher Hamann, spielte auf Löwe ab, der den Ball über den Berliner Torwart Zulkowski ins Tor zog. Sechs Minuten später nahm der Leipziger Köditz einen Pass seines Linksaußen Kupfer auf und erzielte den Anschlusstreffer. Die Berliner wankten, Leipzig kam in der 73. und in der 82. Minute zu weiteren guten aber ungenutzten Tormöglichkeiten. Jürgen Nöldner vom FC Vorwärts blieb es unmittelbar darauf in der 83. Minute vorbehalten, den Siegtreffer für seine Mannschaft nach einem Duett mit dem eingewechselten Pfefferkorn zu markieren. Er setzte damit den Schlusspunkt in dem bisher torreichsten Endspiel der FDGB-Pokalgeschichte.
Helmut Riedel, Präsident des DDR-Fußballverbandes resümierte anschließend:

„Ein Pokalendspiel wie man es sich wünscht. Eine spielerisch und kämpferisch sehr gute erste Halbzeit des FC Vorwärts, in der schon alles entschieden sein konnte, und ein leidenschaftliches Aufbegehren des 1. FC Lok, der noch einmal für Spannung sorgte. Die reifere Mannschaft aber gewann verdient.“